# Rashtrapati Bhavan
Rashtrapati Bhavan är den indiske presidentens officiella residens i New Delhi.
Från början avsett som vicekungen och generalguvernörens palats uppfördes byggnaden mellan 1920 och 1931, efter ritningar av arkitekten Edwin Lutyens. 